# Dream Morning Musume
Dream Morning Musume a fost o trupă de fete japoneze formată în 2011 de 10 membre din Morning Musume OG.
Din trupă nu fac parte Asami Konno și Nozomi Tsuji
Trupa a lansat în 2011 albumul Dreams 1. Trupă a început un concert tour și fară Miki Fujimoto în toamnă anului 2011   

## Membrii
- Yuko Nakazawa
- Kaori Iida
- Natsumi Abe
- Kei Yasuda
- Mari Yaguchi
- Rika Ishikawa
- Hitomi Yoshizawa
- Makoto Ogawa
- Miki Fujimoto
- Koharu Kusumi

## Discografie

### Albume
- Dreams 1

### Cântece
- Shining Butterfly

## Legături externe
- Site web oficial ja